# محاري صباري
محاري صباري (الاسم العلمي: Pleurotus opuntiae) هو نوع من الفطريات يتبع جنس المحاري من فصيلة المحارية.